# Suzanne Swarts
Suzanne Swarts (Ede, 1979) is een Nederlandse kunsthistorica en museumdirecteur. Ze voert de directie van het Museum Voorlinden in Wassenaar sinds de planvorming in 2012 en de daarop volgende opening in 2016. Na de opening startte ze de tentoonstellingsprogramma’s op. Nog in het jaar van de opening werd ze algemeen directeur. 

## Loopbaan
Swarts werd opgeleid aan de Academie Beeldende Kunsten Maastricht. Daarna studeerde ze kunstmarketing aan de Rijksuniversiteit Groningen. Ze werd aangesteld door de industrieel en kunstverzamelaar Joop van Caldenborgh ten behoeve van het beheer van zijn Caldic Collection. Als hoofdconservator van die collectie sinds 2006 was zij nauw betrokken bij de realisering van het Museum Voorlinden in 2016. Na de aanstelling van Wim Pijbes in 2016 als algemeen directeur bij Voorlinden werd zij de artistiek directeur van het museum. Toen Pijbes na enkele maanden vertrok werd Swarts eind 2016 algemeen (en enig) directeur. 
Ter gelegenheid van de opening van Voorlinden stelde Swarts de tentoonstelling Full Moon samen. Daarvoor had zij tentoonstellingen met werk uit de Caldic Collection samengesteld in onder andere het Museum de Fundatie in Zwolle (2009) en de Kunsthal Rotterdam (2011). Sinds de opening van Voorlinden maakt ze drie tot vijf tentoonstellingen per jaar, gewijd aan werk van bekende hedendaagse kunstenaars, onder wie Ellsworth Kelly, Martin Creed, Wayne Thiebaud, Yayoi Kusama, Do Ho Suh, Louise Bourgeois, Antony Gormley, Giuseppe Penone, Rinus Van de Velde, Alex Katz en Anselm Kiefer.
Swarts was in 2019 is jurylid van de Piket Kunstprijzen voor jonge professionele kunstenaars. Als kenner treedt ze regelmatig op in de media. Sinds 2017 is Swarts een van de vaste presentatoren bij het televisieprogramma Nu te Zien! van AVROTROS, waarin ze diverse musea bezoekt en verslag doet van actuele tentoonstellingen. Verder is ze sinds 2021 columnist bij het Masters magazine waar ze in haar columns schrijft over bijzondere kunstreizen die zij heeft gemaakt. En vanaf 2025 is ze een van de vaste presentatoren van het televisieprogramma BinnensteBuiten van omroep KRO-NCRV, waarin ze Nederlandse kunstenaars bezoekt in hun atelier.

## Publicaties (selectie)
- Highlights. Collectie Voorlinden. Wassenaar, Voorlinden, 2016. ISBN 978-94-90254902-0
- met Maria Barnas & Lotte van Diggelen: I promise to love you. Rotterdam, Kunsthal & Caldic Collectie, 2011. ISBN 978-90-8166041-9
- met Karin Lieverloo: Artists' books. Zwolle, Waanders & Museum de Fundatie, 2009. ISBN 978-90-4008629-8
- met Massimo Bartolini: Martin Creed : Say cheese!.  Wassenaar, Voorlinden, 2017. ISBN 978-94-9254904-4
- met Sarah Suziki: Do Ho Suh. Wassenaar, Voorlinden, 2019. ISBN 978-94-9254911-2
- met Briony Fer, Philip Larratt-Smith, Emily Wei Rales: Louise Bourgeois: to unravel a torment. Wassenaar, Voorlinden, 2019. ISBN 978-94-9254913-6
- Rinus Van de Velde: The Armchair Voyager. Wassenaar, Voorlinden 2023. ISBN 978-94-92549-72-3